# Trolleybus de Hradec Kralove
Le trolleybus de Hradec Kralove compte cinq lignes desservant la ville de Hradec Kralove, en République tchèque.

## Réseau actuel

### Matériel roulant
| Image                           | Modèle         | Véhicules (situation au 16 janvier 2016) |
| ------------------------------- | -------------- | ---------------------------------------- |
| Škoda 30Tr SOR v Hradci Králové | Škoda 30Tr SOR | 18                                       |
| Škoda 31Tr SOR v Hradci Králové | Škoda 31Tr SOR | 13                                       |

## Galerie de photos

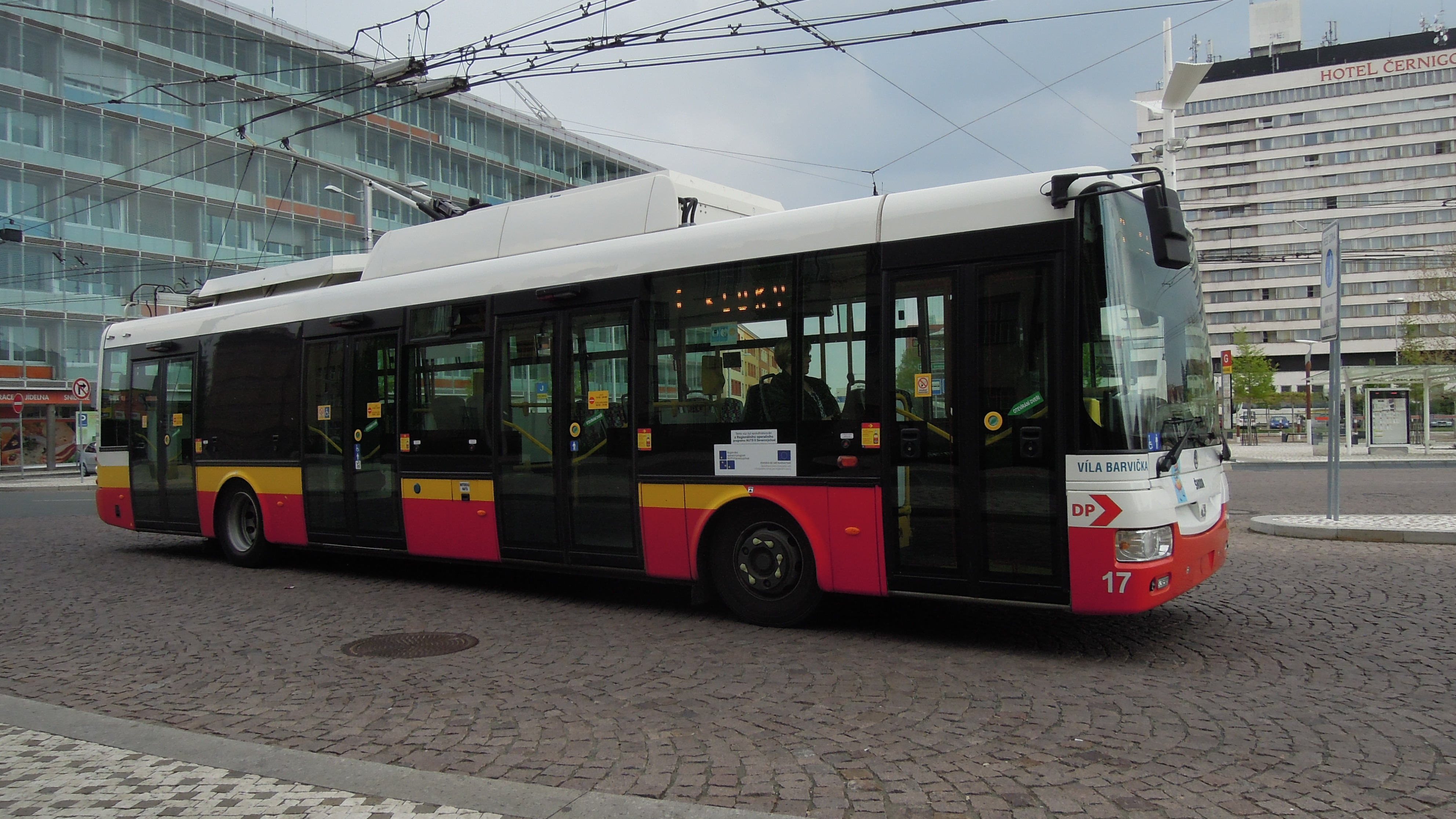
Trolleybus Škoda 30Tr SOR
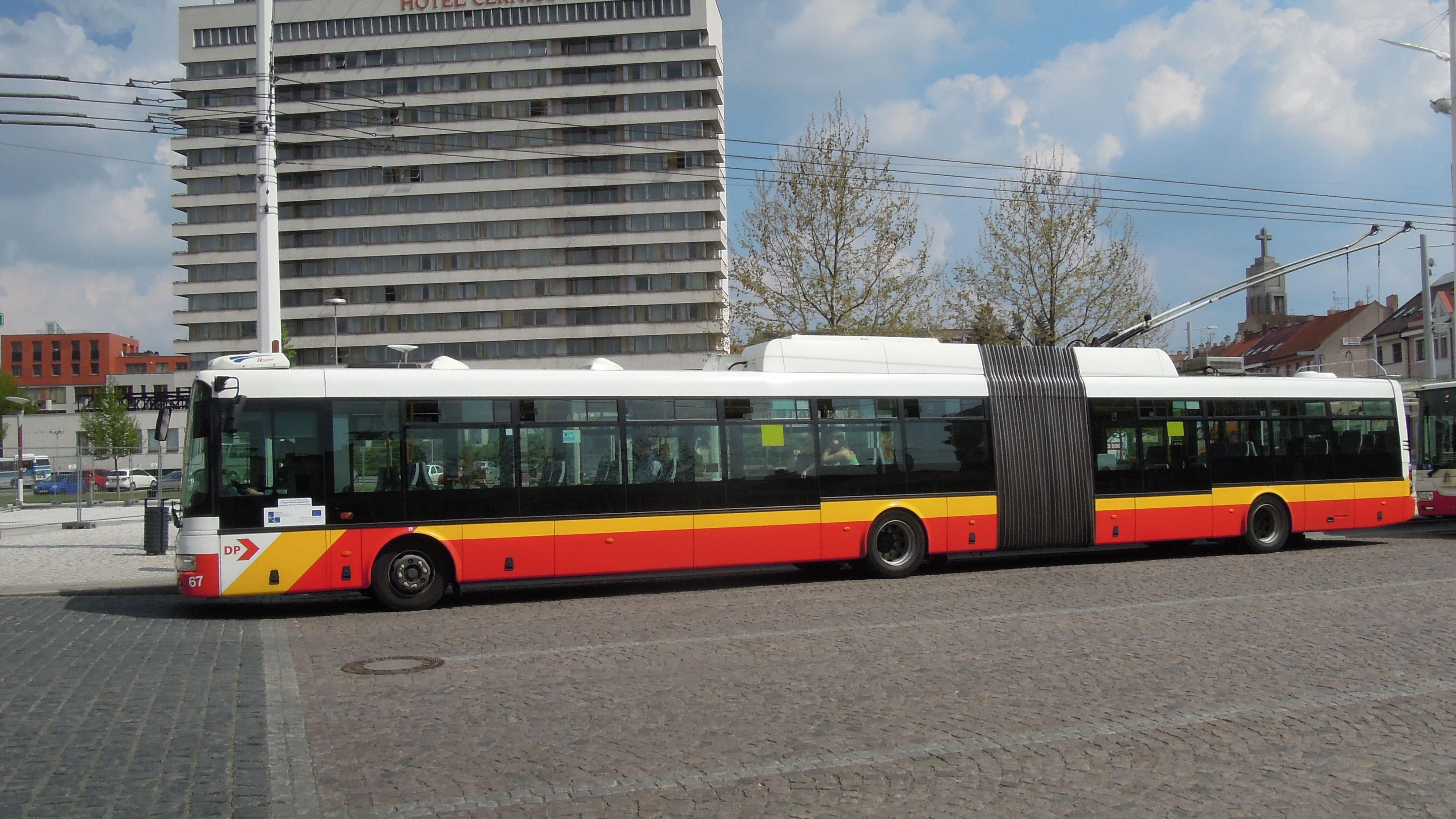
Trolleybus Škoda 31Tr SOR